# Volume específico
Em termodinâmica, o volume específico de uma substância (símbolo: {\displaystyle \nu }) é uma propriedade intrínseca de uma substância, definida como a razão entre o volume da substância (V) e sua massa (m). É o recíproco da densidade ({\displaystyle \rho } ):
{\displaystyle v={\frac {V}{m}}=\rho ^{-1}}
O volume específico é definido como o número de metros cúbicos ocupados por um quilograma de uma determinada substância. A unidade padrão é o metro cúbico por quilograma {\displaystyle \left({\text{m}}^{3}/{\text{kg}}\right)}, mas outras unidades incluem{\displaystyle {\frac {{\text{m}}^{3}}{\text{kg}}}} ,{\displaystyle {\frac {{\text{ft}}^{3}}{\text{lb}}}} ,{\displaystyle {\frac {{\text{ft}}^{3}}{\text{slug}}}}, e {\displaystyle {\frac {\text{mL}}{\text{g}}}}.
O volume específico para um gás ideal está relacionado à constante do gás (R) e à temperatura (T), pressão (P) e massa molar (M) do gás como mostrado:
Como {\displaystyle PV={nRT}} e {\displaystyle n={\frac {m}{M}}}
{\displaystyle \nu ={\frac {V}{m}}={\frac {RT}{PM}}}

## Aplicações
O volume específico geralmente é aplicado a: 
- Volume molar
- Volume (termodinâmica)
- Volume molar parcial

Imagine uma câmara hermética de volume variável contendo um certo número de átomos de gás oxigênio. Considere os quatro exemplos a seguir:
- Se a câmara é reduzida sem permitir a entrada ou saída de gás, a densidade aumenta e o volume específico diminui.
- Se a câmara se expande sem deixar o gás entrar ou sair, a densidade diminui e o volume específico aumenta.
- Se o tamanho da câmara permanece constante e novos átomos de gás são injetados, a densidade aumenta e o volume específico diminui.
- Se o tamanho da câmara permanecer constante e alguns átomos são removidos, a densidade diminui e o volume específico aumenta.

O volume específico é uma propriedade dos materiais, definida como o número de metros cúbicos ocupados por um quilograma de uma determinada substância. A unidade padrão é o metro cúbico por quilograma (m3/kg ou m3·kg−1).
Às vezes, o volume específico é expresso em termos do número de centímetros cúbicos ocupados por um grama de uma substância. Nesse caso, a unidade é o centímetro cúbico por grama (cm3/g ou cm3·g−1). Para converter m3/kg em cm3/g, multiplique por 1000; inversamente, multiplique por 0,001.
O volume específico é inversamente proporcional à densidade. Se a densidade de uma substância dobra, seu volume específico, expresso nas mesmas unidades básicas, é cortado pela metade. Se a densidade cair para 1/10 de seu valor anterior, o volume específico, quando expresso nas mesmas unidades básicas, aumenta por um fator de 10.
A densidade dos gases muda mesmo com pequenas variações de temperatura, enquanto as densidades de líquidos e sólidos, que geralmente são considerados incompressíveis, mudarão muito pouco. O volume específico é o inverso da densidade de uma substância; portanto, é preciso considerar cuidadosamente as situações que envolvem gases. Pequenas mudanças na temperatura terão um efeito perceptível em volumes específicos.

A densidade média do sangue humano é 1.060 kg/m3. O volume específico que correspondente a essa densidade é de 0,00094 m3/kg. Observe que o volume específico médio de sangue é quase idêntico ao da água: 0,00100 m3/kg.

## Exemplos de aplicação
Considere o problema de determinar o volume específico de um gás ideal, como o vapor superaquecido, usando a equação{\displaystyle \ \nu ={\frac {RT}{P}}}, sabendo-se que a pressão é de 2500 lbf/in2, que R é 0,596, e que a temperatura é 1960 Rankine. Nesse caso, o volume específico seria igual a 0,4672 in3/lb. No entanto, se a temperatura for alterada para 1160 Rankine, o volume específico do vapor superaquecido mudará para 0,2765 in3/lb, o que é uma alteração geral de 59%.
O conhecimento dos volumes específicos de duas ou mais substâncias permite a obtenção de informações úteis para determinadas aplicações. Para uma substância X com um volume específico de 0,657 cm3/g e uma substância Y com um volume específico 0,374 cm3/g, a densidade de cada substância pode ser encontrada tomando o inverso do volume específico; portanto, a substância X tem uma densidade de 1,522 g/cm3 e a substância Y tem uma densidade de 2,673 g/cm3. Com essas informações, as gravidades específicas de cada substância em relação umas às outras podem ser encontradas. A gravidade específica da substância X em relação a Y é de 0,569, enquanto que a gravidade específica de Y em relação a X é de 1,756. Portanto, a substância X não afundará se colocada em Y.

## Tabela de volumes específicos comuns
A tabela abaixo exibe densidades e volumes específicos para várias substâncias comuns que podem ser úteis. Os valores foram registrados em temperatura e pressão padrão, que é definida como ar em 0 °C (273,15 K, 32 °F) e 1 atm (101.325 kN/m2, 101 325 kPa, 14,7 psia, 0 psig, 30 polegadas de Hg, 760 torr).
| Nome da substância | Densidade | Volume específico |
| Nome da substância | (kg/m3)   | (m3/kg)           |
| ------------------ | --------- | ----------------- |
| Ar                 | 1,225     | 0,816             |
| Gelo               | 916,7     | 0,00109           |
| Água (líquida)     | 1000      | 0,00100           |
| Água salgada       | 1030      | 0,00097           |
| Mercúrio           | 13546     | 0,00007           |
| R-22*              | 3,66      | 0,273             |
| Amônia             | 0,769     | 1,30              |
| Dióxido de carbono | 1,977     | 0,506             |
| Cloro              | 2,994     | 0,334             |
| Hidrogênio         | 0,0899    | 11,12             |
| Metano             | 0,717     | 1,39              |
| Azoto              | 1,25      | 0,799             |
| Vapor              | 0,804     | 1,24              |